# Motten (Bavaria)
Motten este o comună aflată în districtul Bad Kissingen, landul Bavaria, Germania.